# Samojedistik
Samojedistik ist die Wissenschaft, die sich mit Sprache, Literatur und Landeskunde der samojedisch-sprachigen Völker Russlands beschäftigt.

## Definition
Die Samojedistik beschäftigt sich vor allem mit der Erforschung der nenzischen, enzischen, nganasanischen und selkupischen Sprache. Daneben werden die ausgestorbenen Sprachen Matorisch, Kamassisch und Jurakisch behandelt.
Die Samojedistik hat sich im 19. Jahrhundert als Wissenschaft etabliert. Begründer der Samojedistik als Wissenschaftsdisziplin waren unter anderem die Finnen Matthias Alexander Castrén und Kai Donner sowie der Deutschbalte Franz Anton Schiefner.
Wie die Finnougristik ist die Samojedistik ein Teilgebiet des Fachs Uralistik. Samojedistik kann in Deutschland und Österreich nicht als grundständiges Fach studiert werden. Kurse in samojedischen Sprachen werden an den Universitäten jedoch unter anderem im Rahmen der Finnougristik oder der Uralistik angeboten.

## Forschung
Erschwert wird die Samojedistik-Forschung durch das Fehlen größerer Schriftsprachen, die geringe Sprecherzahl, die weiten und durch extreme klimatische Bedingungen gekennzeichneten Siedlungsgebiete der Sprecher und die fortschreitende Russifizierung in Sibirien.